# Villa Gesell (município)
Villa Gesell é um partido (município) da província de Buenos Aires, na Argentina. Possuía, de acordo com estimativa de 2019, 37.454 habitantes.